# Katherine Clark
Katherine Marlea Clark (New Haven, 1963. július 17. –) amerikai politikus, aki 2013 óta Massachusetts 5. kongresszusi körzetének képviselője és 2023-tól a Képviselőház kisebbségi whipje. 2021 és 2023 között a demokrata párt helyettes frakcióvezetője és egyben a helyettes házelnök volt. Ezzel a negyedik legmagasabb rangú demokrata párti politikus a házban. Körzete alá tartozik Boston északi és nyugati területei és Revere is. Clark 2008 és 2011 között a massachusettsi képviselőház, 2011 és 2013 közötti pedig az állami Szenátus tagja volt.
Connecticutban született, több államban is dolgozott ügyvédként, mielőtt Massachusetts-be költözött 1995-ben. 2002-ben lett tagja a Melrose Iskolabizottság tagja, 2005-től az elnöke volt. 2008-ban választották be először az állami törvényhozásba és fontos szerepet játszott igazságügyi, oktatási és nyugdíjtörvények létrehozásában. 2013-ban rendkívüli választáson választották be az Egyesült Államok Képviselőházába, Ed Markey utódjaként.

## Választási eredmények

### Előválasztások
| Párt     | Jelölt            | Szavazatszám | %      |
| -------- | ----------------- | ------------ | ------ |
|          | Katherine Clark   | 21 983       | 31,6%  |
|          | Peter Koutoujian  | 15 303       | 22,0%  |
|          | Carl Sciortino    | 11 160       | 16,0%  |
|          | Will Brownsberger | 10 163       | 14,6%  |
|          | Karen Spilka      | 9 088        | 13,1%  |
|          | John Paul Maisano | 1 520        | 2,2%   |
|          | Martin Long       | 398          | 0,6%   |
| Összesen | Összesen          | 69 615       | 69 615 |

| Párt           | Jelölt                       | Szavazatszám | %      |
| -------------- | ---------------------------- | ------------ | ------ |
|                | Katherine Clark (hivatalban) | 57 014       | 81,2%  |
|                | Sheldon Schwartz             | 13 070       | 18,6%  |
| Más szavazatok | Más szavazatok               | 140          | 0,2%   |
| Összesen       | Összesen                     | 70 224       | 70 224 |

A 2016-os választáson senki sem indult Clark ellen, így nem tartottak előválasztást.
| Párt     | Jelölt                       | Szavazatszám | %      |
| -------- | ---------------------------- | ------------ | ------ |
|          | Katherine Clark (hivatalban) | 78 156       | 100,0% |
| Összesen | Összesen                     | 78 156       | 78 156 |

| Párt           | Jelölt                       | Szavazatszám | %       |
| -------------- | ---------------------------- | ------------ | ------- |
|                | Katherine Clark (hivatalban) | 162 768      | 99,4%   |
| Más szavazatok | Más szavazatok               | 938          | 0,6%    |
| Összesen       | Összesen                     | 163 706      | 163 706 |

| Párt           | Jelölt                       | Szavazatszám | %       |
| -------------- | ---------------------------- | ------------ | ------- |
|                | Katherine Clark (hivatalban) | 84 845       | 99,6%   |
| Más szavazatok | Más szavazatok               | 329          | 0,4%    |
| Összesen       | Összesen                     | 163 706      | 163 706 |

### Állami választások
| Párt           | Jelölt          | Szavazatszám | %      |
| -------------- | --------------- | ------------ | ------ |
|                | Katherine Clark | 16 596       | 98,4%  |
| Más szavazatok | Más szavazatok  | 276          | 1,6%   |
| Összesen       | Összesen        | 16 845       | 16 845 |

| Párt           | Jelölt          | Szavazatszám | %      |
| -------------- | --------------- | ------------ | ------ |
|                | Katherine Clark | 30 492       | 52,3%  |
|                | Craig Spadafora | 27 790       | 47,6%  |
| Más szavazatok | Más szavazatok  | 58           | 0,0%   |
| Összesen       | Összesen        | 58 340       | 58 340 |

2012-ben nem indult senki Clark ellen.

### Szövetségi választások
| Párt     | Jelölt           | Szavazatszám | %      |
| -------- | ---------------- | ------------ | ------ |
|          | Katherine Clark  | 40 303       | 66,0%  |
|          | Frank Addivinola | 19 328       | 31,6%  |
|          | James Aulenti    | 996          | 1,6%   |
| JPSP     | James Hall       | 452          | 0,7%   |
| Összesen | Összesen         | 61 079       | 61 079 |

A 2014-es és a 2016-os választáson senki nem indult Clark ellen a szövetségi választáson.
| Párt           | Jelölt                       | Szavazatszám | %       |
| -------------- | ---------------------------- | ------------ | ------- |
|                | Katherine Clark (hivatalban) | 236 243      | 75,9%   |
|                | John Hugo                    | 74 856       | 24,0%   |
| Más szavazatok | Más szavazatok               | 225          | 0,1%    |
| Összesen       | Összesen                     | 311 324      | 311 324 |

| Párt           | Jelölt                       | Szavazatszám | %       |
| -------------- | ---------------------------- | ------------ | ------- |
|                | Katherine Clark (hivatalban) | 294 427      | 74,3%   |
|                | Caroline Colarusso           | 101 351      | 25,6%   |
| Más szavazatok | Más szavazatok               | 405          | 0,1%    |
| Összesen       | Összesen                     | 396 183      | 396 183 |

| Párt     | Jelölt                       | Szavazatszám | %       |
| -------- | ---------------------------- | ------------ | ------- |
|          | Katherine Clark (hivatalban) | 98 705       | 75,4%   |
|          | Caroline Colarusso           | 32 228       | 24,6%   |
| Összesen | Összesen                     | 130 933      | 130 933 |